# Ermida de São Sebastião (Odemira)
A Ermida de São Sebastião é um antigo edifício histórico na vila de Odemira, na região do Alentejo, em Portugal.

## Descrição
O edifício situa-se no Largo de São Sebastião, no alto de uma colina sobre a vila de Odemira, numa zona urbana. Apresenta vários elementos típicos do estilo vernacular religioso da região.
Apresenta uma planta longitudinal de configuração escalonada, sendo composto pela antiga nave, de planta rectangular, pela capela-mor, mais estreita, e uma sacristia e outras dependências. A capela contava com pinturas murais no interior e outros elementos decorativos, que já desapareceram. A fachada principal tem um só pano, rasgado por um portal de verga recta com moldura em cantaria, ladeado por janelas de verga curva, que tem do lado esquerdo um volume com uma porta e janela. A fachada virada a Sul só tem um pano, sendo rasgada por uma porta de verga curva com moldura em cantaria, que no seu lado direito possui três janelas também de verga curva e moldura em cantaria. Do lado direito destaca-se o volume da antiga sacristia, com uma porta de verga curva com moldura de cantaria. A parte esquerda da fachada Sul e o lado direito da fachada principal são resguardados por um telheiro. A fachada oriental tem vários edifícios adossados, e possui uma só janela, enquanto que a Norte é de um só pano, com duas frestas horizontais, uma janela com grades, uma janela mais pequena, e outra janela engradada, esta de verga curva e moldura de cantaria, e finalmente outra fresta.
No interior, a ermida tinha uma só nave, com uma porta no lado do evangelho que dà acesso a dependências, e outra no lado da epístola. Ainda sobreviveu o arco triunfal que dividia a nave da capela-mor, de volta perfeita e moldura em cantaria com chave saliente, suportada por pilastras. A antiga capela-mor tem cobertura em masseira, tal como a nave, e é rasgada por uma janela na parede do fundo, e uma porta em cada parede lateral.

## História
A ermida é provavelmente de construção setecentista. Foi um dos vários templos secularizados no século XIX, no âmbito dos processos políticos e sociais que se seguiram à vitória do governo liberal, tendo sido posteriormente convertida numa escola primária. Manteve esta função até meados do século XX, quando a escola mudou-se para novas instalações. Posteriormente, tornou-se sede de uma associação desportiva.